# Varsity Stadium
Het Varsity Stadium is een multifunctioneel stadion in Toronto, een stad in de Canadese provincie Ontario. In het stadion is plaats voor 5.000 toeschouwers. Het stadion werd geopend in 2007.
Het stadion wordt vooral gebruikt voor atletiekwedstrijden, de atletiekvereniging van de Universiteit van Toronto, de Toronto Varsity Blues, maakt gebruik van dit stadion. Het werd ook gebruikt voor het wereldkampioenschap voetbal onder 16 van 1987.